# Petr Hába
Petr Hába (* 6. Januar 1965 in Gottwaldov) ist ein tschechischer Schachspieler.
Im Jahr 1997 erhielt er den Großmeistertitel. Hába spielte zwischen 1988 und 2004 einmal für die tschechoslowakische und dreimal für die tschechische Nationalmannschaft bei der Schacholympiade, wo er 17,5 Punkte aus 34 Partien erzielte. Zweimal spielte er bei den Mannschaftseuropameisterschaften. Hába wurde zweimal tschechischer Einzelmeister: in Turnov 1996 und in Ostrava 2002.
Hába siegte oder belegte vordere Plätze in einigen Turnieren: I. Platz in Prag (1990), I. Platz in České Budějovice (1995), I. Platz in Wattens (1996), I. Platz in Datteln (2002), I-III. Platz in Chrudim (2003), I-III. Platz in Pilsen (2003), I. Platz in Chrudim (2004), I-V. Platz in Česká Třebová (2006), I-V. Platz in Stuttgart (2006) und I-VI. Platz in Česká Třebová (2007).
Hába spielte in der tschechischen Extraliga von 1993 bis 1996 für den TJ Bohemians Prag, mit dem er 1994 Meister wurde, von 1996 bis 2005 für den ŠK Zlín, in der Saison 2005/06 für den ŠK Lokomotiva Brno, seit 2006 ist sein Verein der 1. Novoborský ŠK, mit dem er 2008, 2010, 2011, 2012, 2013, 2014, 2015, 2016, 2017 und 2018 Meister wurde.
In der deutschen Schachbundesliga spielte er in den Saisons 1990/91 und 1992/93 für die SG Heidelberg-Kirchheim und seit 2001 insgesamt sechs Spielzeiten für den Erfurter SK, in der österreichischen 1. Bundesliga in der Saison 2007/08 für Union Ansfelden sowie in den Saisons 2014/15, 2015/16 und 2017/18 für die Spielgemeinschaft Sparkasse Grieskirchen/Sedda Schallerbach. Im Januar 2015 belegt er Platz 14 der tschechischen Rangliste.
Am European Club Cup nahm Hába 1990 mit Univerzita Brno, 1994 mit TJ Bohemians Prag und von 2007 bis 2011 mit dem 1. Novoborský ŠK teil. Sein bestes Ergebnis war 2011 der dritte Platz mit der Mannschaft.